# Schwallungen
Schwallungen település Németországban, azon belül Türingiában. Lakosainak száma 2186 fő (2023. december 31.).

## Fekvése
A település a Werra völgyeben található. Schwallungen Schmalkalden, Rosa, Roßdorf, Hümpfershausen, Friedelshausen, Oepfershausen, Wahns és Wasungen községekkel határos.

## Településrészei

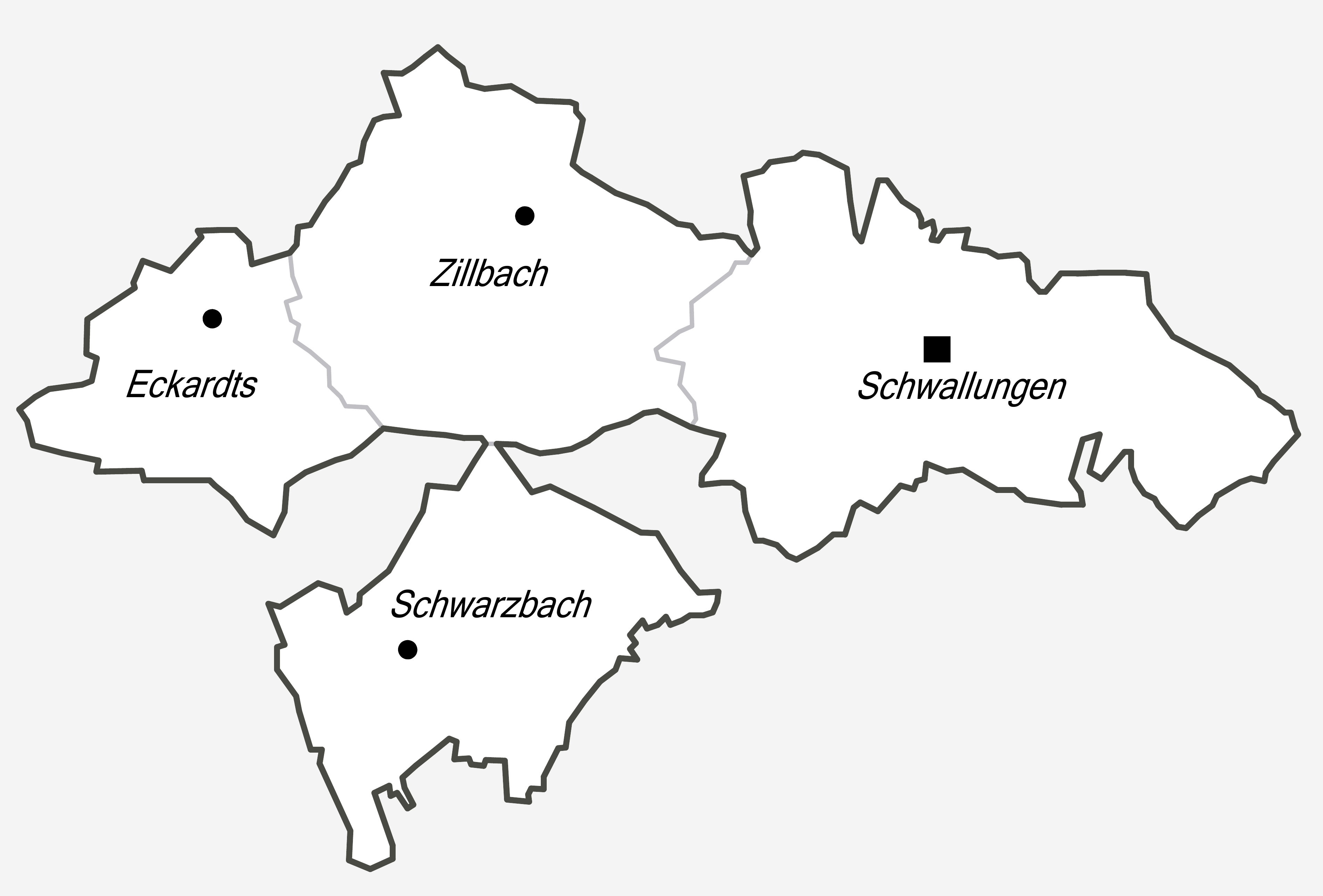
A település részei

- Eckardts,
- Schwallungen,
- Schwarzbach,
- Zillbach.

## Népesség
A település népességének változása:
| Lakosok száma | 2341 | 2271 | 2269 | 2223 | 2222 | 2186 |
|               | 2017 | 2019 | 2020 | 2021 | 2022 | 2023 |

## Képek

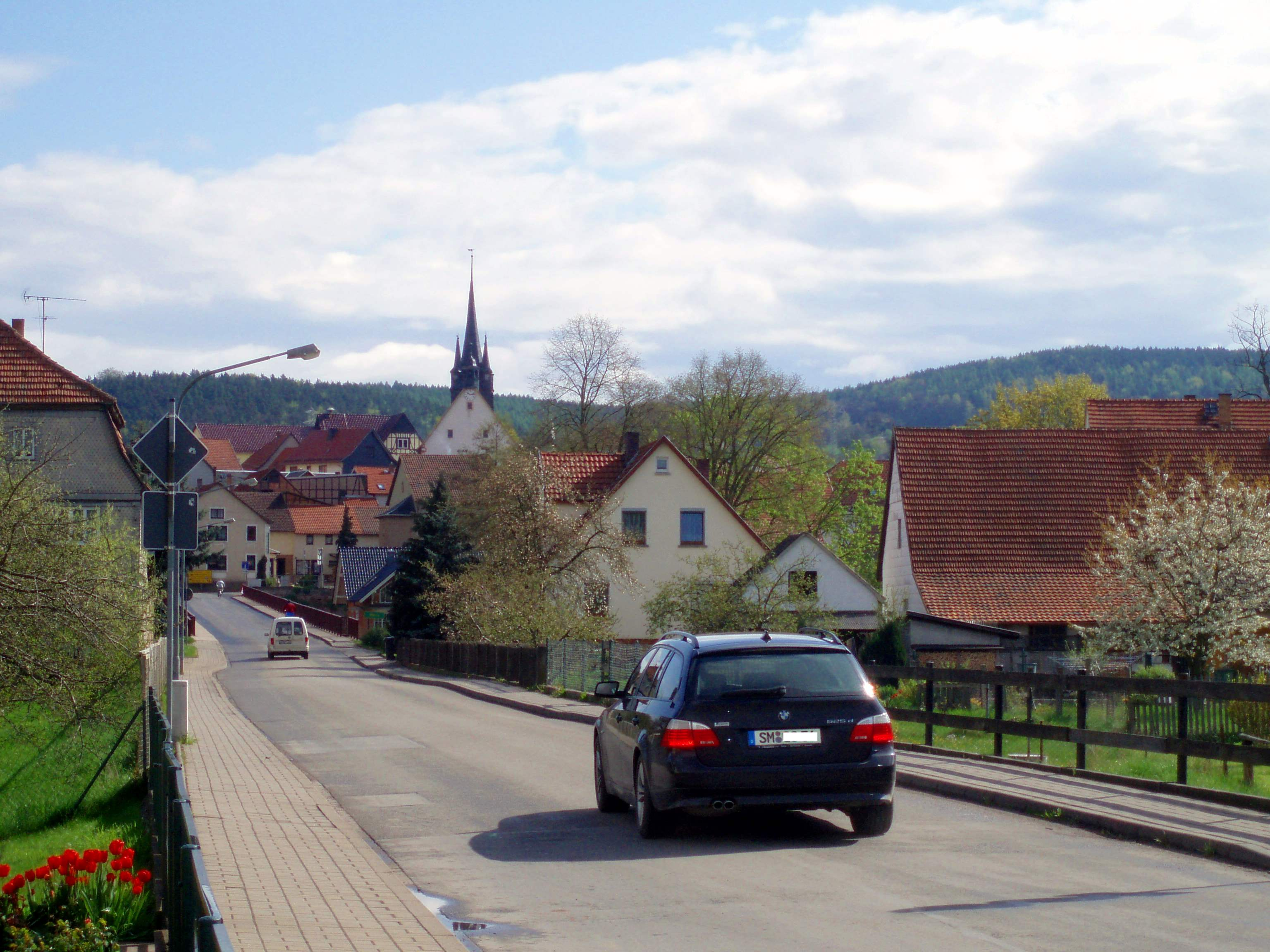
Schwallungen
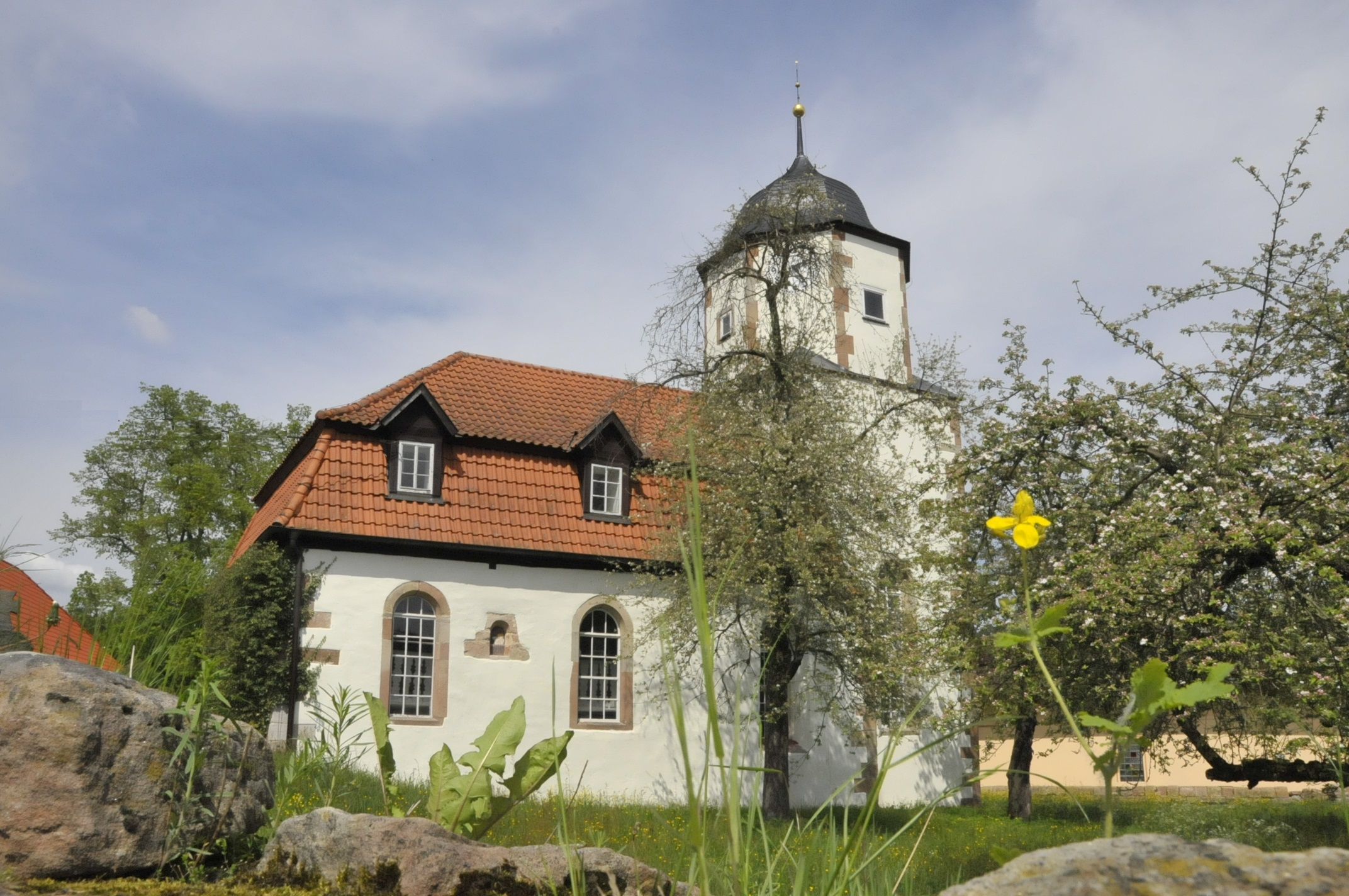
Schwarzbach
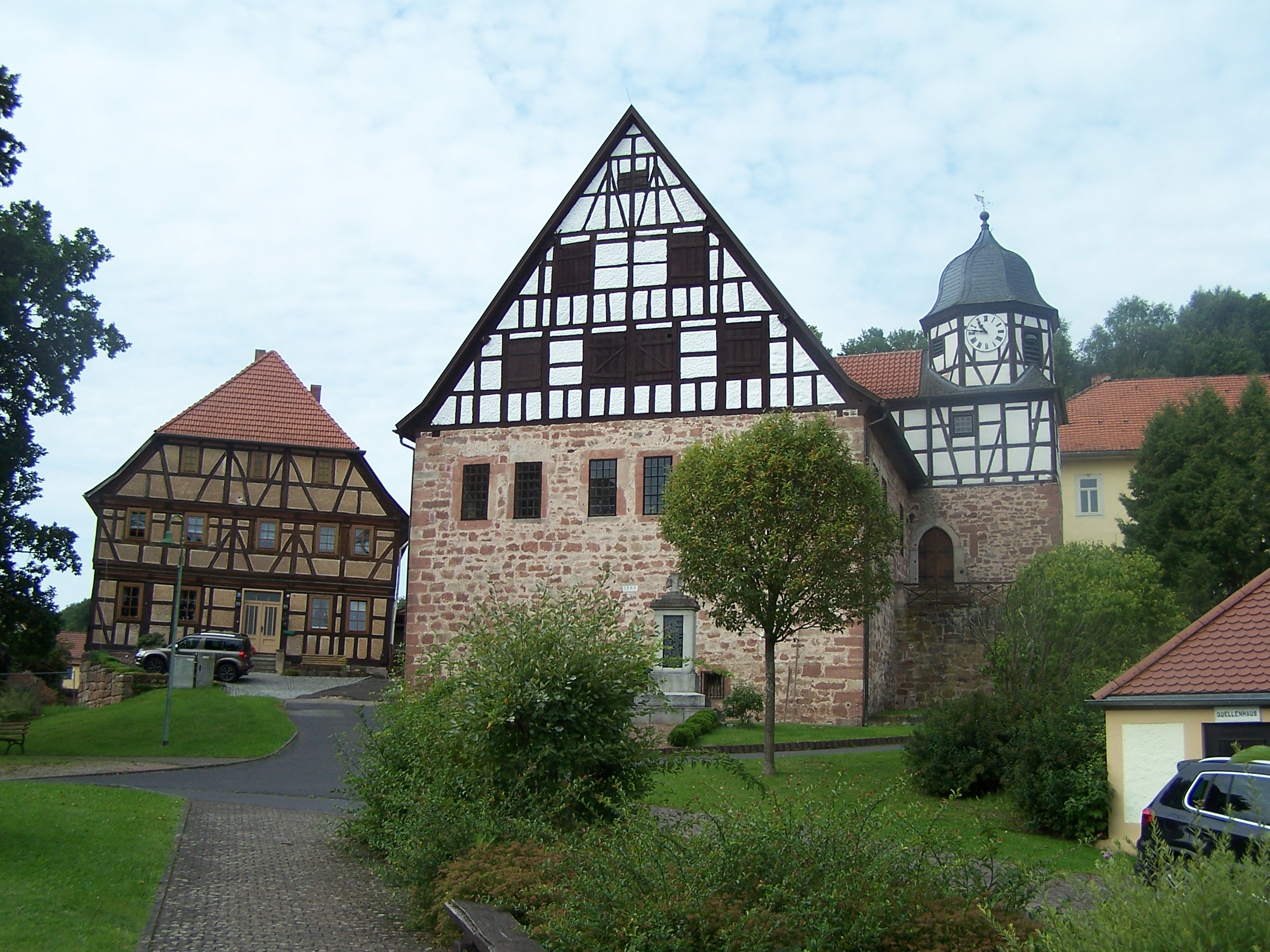
Zillbach
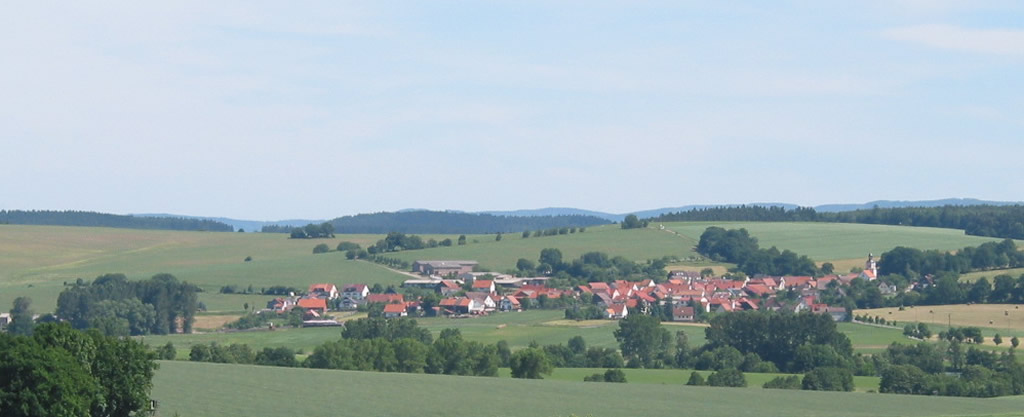
Eckardts
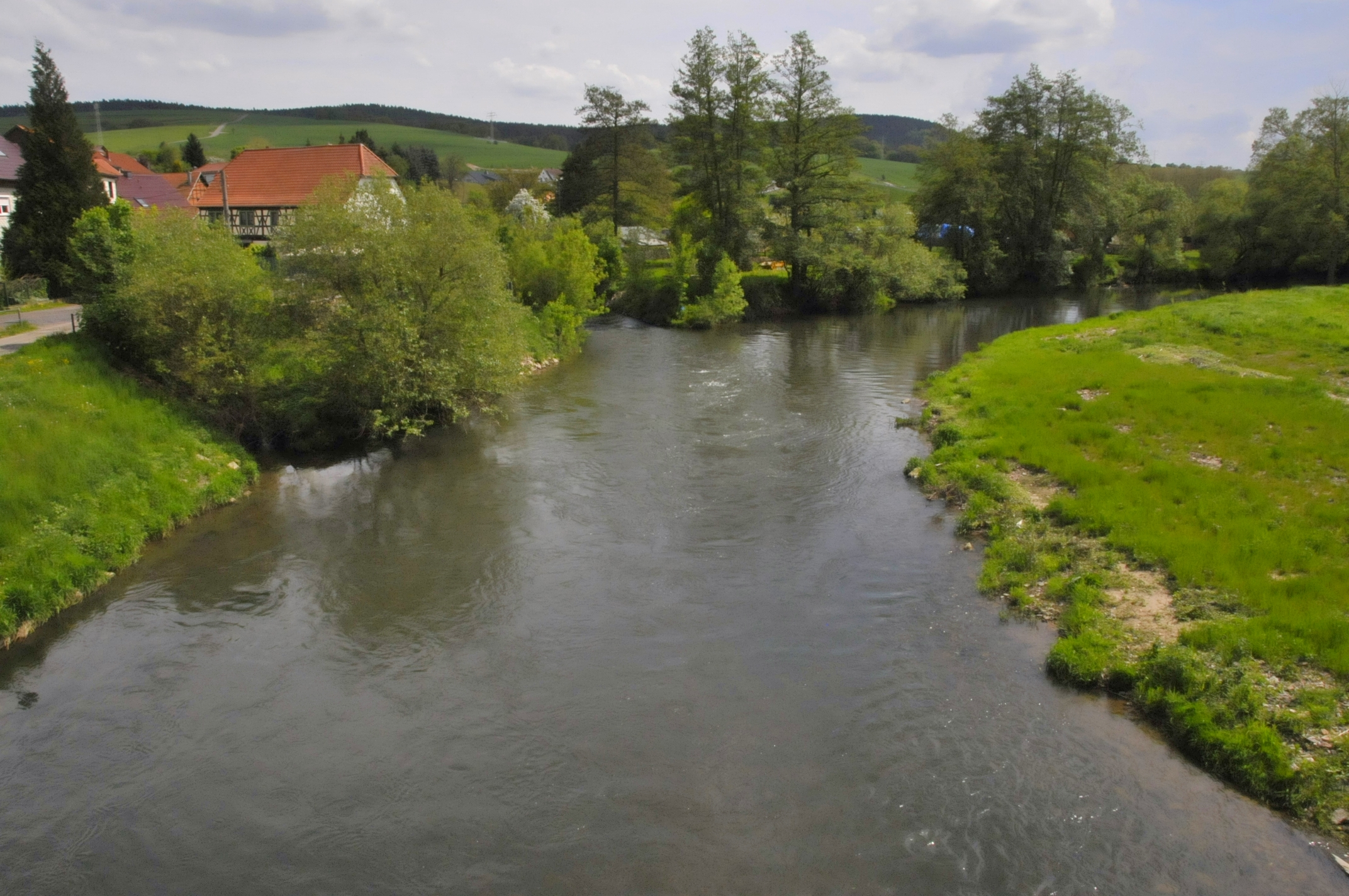
A Werra